# 1793
Évszázadok: 17. század – 18. század – 19. század
Évtizedek: 1740-es évek – 1750-es évek – 1760-as évek – 1770-es évek – 1780-as évek – 1790-es évek – 1800-as évek – 1810-es évek – 1820-as évek – 1830-as évek – 1840-es évek
Évek: 1788 – 1789 – 1790 – 1791 –  1792 – 1793 – 1794 – 1795 – 1796 – 1797 – 1798

## Események
- január 21. – XVI. Lajos francia király kivégzése.[1]
- január 23. – A szentpétervári egyezmény: Lengyelország második felosztása.[2]
- március 10. – Franciaországban kitör a vendée-i felkelés.[3]
- március 23. – a forradalmi Franciaország annektálja korábbi kliensállamát, a svájci Raurák Köztársaságot.[4]
- május 27. – Lengyelországban a hrodnai szejm(wd) hatályon kívül helyezi a nagy szejm által megalkotott május 3-i alkotmányt.
- június 2. – A nemzeti gárda körülveszi a Nemzeti Konvent épületét, amely megszavazza a girondista vezetők letartóztatását.[5]
- július 22. – Az orosz csapatok elfoglalják a lengyel szejm épületét, és kényszerítik a rendeket az ország újabb felosztásának elfogadására,[6]
- szeptember 29. – Franciaországban törvény rögzíti az árak és bérek felső határát.[7]
- november 8. – Megnyílik a Louvre Múzeum Párizsban.[8]
- november 24. – Franciaországban elrendelik a forradalmi naptár használatát.[9]
- december 3. – megalakul az Erdélyi Magyar Nyelvmívelő Társaság.[10]

## Folyamatban lévő események
- Aranka György (író) székelyföldi utazása

## Az év témái

### 1793 a művészetekben
- május 6. – Bemutatják az első magyar nyelvű operát. Chudy József Pikkó herceg és Jutka Perzsi című művének bemutatójától számítják a magyar operajátszás kezdetét.

## Születések
- (ismeretlen) – Antal Mihály, nyelvész, könyvtáros († 1850)
- január 3. – Lucretia Mott amerikai kvéker abolicionista, társadalmi reformokért küzdő aktivista († 1880)
- január 21. – Nemeskéri Kis Pál, pedagógus, római katolikus pap, az MTA tagja († 1847)
- március 6. – Vid Rižner, szlovén író, római katolikus pap és szerzetes († 1861)
- április 19. – V. Ferdinánd, magyar király, I. Ferdinánd néven osztrák császár(† 1875)
- június 15. – Aranyi István, református lelkész, tanár († 1864)
- június 29. – Edvi Illés Pál, evangélikus lelkész, a Magyar Tudományos Akadémia levelező tagja, költő († 1871)
- július 29. – Ján Kollár, költő, a szlovák nemzeti mozgalom egyik ideológusa († 1852)
- augusztus 12. – Kiss Károly, katonatiszt, hadtörténész, költő, író, az MTA tagja, az 1848-as nemzetőrség egyik szervezője († 1866)
- augusztus 25. – Aulich Lajos, honvéd tábornok, hadügyminiszter († 1849)
- november 3. – Thomas Ender, osztrák tájképfestő, akvarellista († 1875)
- december 23. – Déryné Széppataki Róza, színésznő († 1872)

## Halálozások
- január 19. – Jean-Frédéric Hermann, francia orvos, természettudós, és entomológus (* 1768)
- január 21. – XVI. Lajos, francia király[1] (* 1754)
- február 8. – Carlo Goldoni, olasz vígjátékíró (* 1707)
- július 13. – Jean-Paul Marat, svájci orvos, természettudós, francia forradalmár[1] (* 1743)
- július 17. – Charlotte Corday, a girondisták támogatója, Jean-Paul Marat gyilkosa (* 1768)
- augusztus 19. – Makó Pál, magyar matematika- és fizikaprofesszor, a budai egyetem bölcsészeti karának igazgatója, egyetemi tankönyvíró (* 1723)
- szeptember 20. – Fletcher Christian, angol tengerész, a Bounty hajón végbement matrózlázadás vezére (* 1764)
- október 16. – Marie Antoinette, francia királyné[1] (* 1755)
- október 31. – Jacques Pierre Brissot, francia girondista politikus, lapszerkesztő (* 1754)
- november 6. – Louis Philippe Joseph d’Orléans, Bourbon-ház orléans-i ágából származó francia királyi herceg, a francia királyi hadiflotta ellentengernagya, majd a könnyűlovasság tiszteletbeli tábornoka, a Nemzeti Konvent tagja (* 1747)
- december 8. – Madame du Barry, XV. Lajos francia király szeretője (* 1743)